# Renate Eisenegger
Renate Eisenegger-Worgull (* 22. Juli 1949 in Gelsenkirchen) ist eine deutsch-schweizerische Foto- und Aktionskünstlerin der Feministischen Avantgarde.

## Leben
In Gelsenkirchen-Buer geboren und aufgewachsen, studierte Renate Eisenegger an der Kunstakademie Düsseldorf sowie an der Hochschule für bildende Künste Hamburg. Sie schloss das Studium mit dem Staatsexamen als Kunsterzieherin ab. Es folgte ein Studium der Germanistik, Literaturkritik und Pädagogik an der Universität Zürich. Renate Eisenegger zog 1972 mit ihrem Mann, dem Künstler René Eisenegger, nach Rom. Sie ist Gründungsmitglied des Forum Vebikus, des Kulturzentrums Kammgarn in Schaffhausen sowie des Unabhängigen Kulturzentrums Schaffhausen-Moskau. Renate Eisenegger lebt und arbeitet in Schaffhausen.

## Werke (Auswahl)
- 1972: Kabuki-Fries[5][A 1]
- 1972: Isolamento, Schwarzweiß-Fotografien, Sammlung Verbund, Wien[6][7][A 2]
- 1974: Hochhaus (Nr. 1), Schwarzweiß-Fotografie auf Holz kaschiert (aus einer 4-teiligen Serie), Sammlung Verbund, Wien[5][8][9][10][11][A 3]
- 1977: BIN, Schwarzweiß-Fotografie, 8-teilig, Kunstmuseum Solothurn, Solothurn[12]
- 2017: Die Identität der europäischen Hauptstädte im Spiegel ihrer Schaufenster. Fotografisches Kunstprojekt zusammen mit René Eisenegger[13]

## Ausstellungen
- 1973: Schaffhauser Kunst. 1848-1973. Jubiläumsausstellung des Kunstvereins Schaffhausen, Museum zu Allerheiligen, Schaffhausen[14]
- 1974: Biennale suisse de l'image multipliée, Musée Rath, Genf[14]
- 1974: Het masker, Lijnbaancentrum, Rotterdam[14]
- 1977: Künstlerinnen international 1877-1977, Schloss Charlottenburg, Berlin[14]
- 1981: 10 Schaffhauser Künstler, Theater St. Gallen, St. Gallen[14]
- 1990: Kunstfluss. Schaffhauser Kunstwochen in Waldshut-Tiengen, Stadtscheuer, Waldshut-Tiengen[14]
- 1990: Kunstfluss. Schaffhauser Kunstwochen in Waldshut-Tiengen, Schloss Tiengen, Waldshut-Tiengen[14]
- 1992–1993: entre. Zwölf Künstlerinnen und Künstler aus Schaffhausen, Museum zu Allerheiligen, Schaffhausen[14]
- 1995: Carola Willbrand, Köln und Renate Eisenegger, Schaffhausen, Vebikus Kunsthalle, Schaffhausen[14]
- 2005: Postalisch. Ein Postpaketprojekt mit Künstlern aus CH, D, A, F, Vebikus Kunsthalle, Schaffhausen[14]
- 2005: Renate Eisenegger. Eigentliches. Zeichnungen und Bilder, Vebikus Kunsthalle, Schaffhausen[14]
- 2010: Feministische Avantgarde. Kunst der 1970er-Jahre aus der SAMMLUNG VERBUND, Wien, Galleria Nationale d’Arte Moderna, Rom[14]
- 2013: Feministische Avantgarde der 1970er-Jahre aus der SAMMLUNG VERBUND, Wien, Círculo de Bellas Artes, Madrid[14]
- 2014: Feministische Avantgarde der 1970er-Jahre aus der SAMMLUNG VERBUND, Wien, Palais des Beaux-Arts de Bruxelles, Brüssel[14]
- 2014–2015: Feministische Avantgarde der 1970er-Jahre aus der SAMMLUNG VERBUND, Wien, Mjellby Konstmuseum, Halmstad[14]
- 2015: Feministische Avantgarde der 1970er-Jahre aus der SAMMLUNG VERBUND, Wien, Hamburger Kunsthalle, Hamburg[14]
- 2016: Prière de toucher: der Tastsinn der Kunst, Museum Tinguely, Basel[14]
- 2016–2017: Feministische Avantgarde der 1970er-Jahre aus der SAMMLUNG VERBUND, Wien, The Photographers' Gallery, London[10][11][14]
- 2016–2017: Feministische Avantgarde der 1970er-Jahre aus der SAMMLUNG VERBUND, Wien, Museum moderner Kunst Stiftung Ludwig Wien, Wien[14]
- 2017: Renate und René Eisenegger - Konsumnpalast, Vebikus Kunsthalle, Schaffhausen[13]
- 2017: Renate und René Eisenegger. Die Identität europäischer Hauptstädte im Spiegel ihrer Schaufenster - ein Kunstprojekt, Projektraum MAG3, Wien[14]
- 2017–2018: Feministische Avantgarde der 1970er-Jahre aus der SAMMLUNG VERBUND, Wien, Zentrum für Kunst und Medien, Karlsruhe[1][14][15][16][A 4]
- 2018: Feministische Avantgarde der 1970er-Jahre aus der SAMMLUNG VERBUND, Wien, Stavanger Kunstmuseum, Stavanger[14]
- 2018–2019: Feministická avantgarda 70. let / Díla ze sbírky Sammlung Verbund, Dům umění, Brünn[14]
- 2019: Konsumpalast. Renate und René Eisenegger, Vebikus Kunsthalle, Schaffhausen[3][14][A 5]
- 2020: Auf den Punkt gebracht, Vebikus Kunsthalle, Schaffhausen[17]
- 2021–2022: Female Sensibility, Lentos Kunstmuseum Linz, Linz[14]
- 2022: indes ich nach dem Namen jenes Sees suchte, E&K Stiftung. Space for Visual Art. Raum für visuelle Kunst, Freiburg im Breisgau[14]
- 2022: Balance 1970-1990: Kunst, Gesellschaft, Umwelt, Kunstmuseum Solothurn, Solothurn[14][18]
- 2022: Feministi!cka Avangarda 1970-ih, The Museum of Contemporary Art Vojvodina, Novi Sad[14]
- 2022: Une Avant-Garde Féministe. Photographies et Performances des années 1970 de la Collection Verbund, Vienne, Rencontres d’Arles, Arles[14]
- 2023: IRRITATION: The Art of Getting Lost[19]
- 2023–2024: Kochen Putzen Sorgen – Care-Arbeit in der Kunst seit 1960, Josef Albers Museum Quadrat Bottrop, Bottrop[20]

- 2024: 20 Jahre SAMMLUNG VERBUND, Albertina, Wien[21]

## Preise und Stipendien
- 1972: Kiefer-Hablitzel Stipendium[22]
- 1973: Eidgenössischer Preis für freie Kunst[23]

## Publikationen
- Ambauen, Brunner, Del Bondio, Eisenegger, Gasser, Gerber. Istituto Svizzero, Rom 1972.[24]
- Schaffhauser Kunst 1848-1973: Jubiläumsausstellung des Kunstvereins Schaffhausen. Museum zu Allerheiligen, Schaffhausen 1973.[24]
- Renate und René Eisenegger: Protokolle. Luzern 1974.[24]
- Het masker. Rotterdamse kunststichting, Rotterdam 1974.[24]
- Biennale Suisse de l'image multipliée. Musée Rath, Genf 1974.[24]
- Künstlerinnen international 1877-1977. Neue Gesellschaft für Bildende Kunst, Berlin 1977.[24]
- 10 Schaffhauser Künstler: im Stadttheater St. Gallen. Stadttheater St. Gallen, St. Gallen 1981.[24]
- Ausstellung: A. Bless, K. Bruckner, R. Eisenegger, R. Eisenegger, M. Haeberli, J. Schwyn-Gerabkova, E. Schwyn. Museum zu Allerheiligen, Schaffhausen 1983.[24]
- Kunstfluss: Schaffhauser Kunstwochen in Waldshut-Tiengen. Waldshut-Tiengen 1990.[24]
- entre. Zwölf Künstlerinnen und Künstler aus Schaffhausen. Schaffhausen 1992.[24]
- Prière de toucher: der Tastsinn der Kunst : interdisziplinäres Symposium, Museum Tinguely, Basel 2016.[24]
- Konsumpalast. Renate und René Eisenegger. Schaffhausen 2019.[24]
- indes ich nach dem Namen jenes Sees suchte. E&K Stiftung, Freiburg im Breisgau, 2022.[24]
- Balance 1970-1990: Kunst, Gesellschaft, Umwelt. Kunstmuseum Solothurn, Solothurn 2022.[24]